# Капрая-Изола
Капра́я-И́зола (итал. Capraia Isola) — коммуна в Италии, располагается в регионе Тоскана, в провинции Ливорно. Население 386 человек (31 декабря 2004).
Покровителем города считается святитель Николай Чудотворец. Праздник города 6 декабря.